# San Antonio de Prado
San Antonio de Prado es uno de los 5 corregimientos del distrito de Medellín. Está ubicado en el extremo suroccidental  de la ciudad de Medellín a unos 20 minutos del centro de Itagüí. Delimita por el norte con los corregimientos de Palmitas y San Cristóbal, por el oriente con el corregimiento de Altavista, por el sur con los municipios de Itaguí y La Estrella, y por el occidente con los municipios de Heliconia y Angelópolis.
San Antonio de Prado es junto a la Localidad de Sumapaz las dos entidades nacionales con Corregidurías delegadas (la principal en la plaza principal y una delegada en el barrio El Limonar) debido a sus extensos territorios, a la gran cantidad de habitantes y a la compleja problemática social.

## Historia
Las tierras del actual San Antonio de Prado fueron divisadas por Jerónimo Luis Tejelo en misión enviada por el mariscal Jorge Robledo cuando se encontraban en tierras de Heliconia en busca de sal. En esta misión se descubrió la Quebrada Larga, en el sitio que hoy conoce como el Alto El Barcino, divisando tribus de Los Nutabes y el hermoso y fértil Valle de San Bartolomé, nombre impuesto por él a esta extensión de tierra que hoy es la ciudad de Medellín.
San Antonio de Prado, comienza su desarrollo en la época republicana, en 1860 se estableció en Prado el señor Felipe Betancur quien repartió estas tierras entre sus hijos.  
En 1903 mediante Ordenanza se creó el municipio de San Antonio de Prado, segregando territorio del municipio de Itagüi. el cual tuvo una duración de aproximadamente 4 años y luego pasó a ser Corregimiento de Medellín. El 14 de octubre de 1918 se realizó el IX censo de población, contabilizando un total de 2.913 habitantes, indicando con ello el aumento demográfico alcanzado.  
Para el período comprendido entre 1920 y 1940 la vida económica de San Antonio de Prado estaba dada por arrieros y comerciantes de tabaco, aguardiente y una extensa actividad extractiva de maderas.
La industria y comercio de Medellín e Itaguí provocó un desplazamiento de la población rural hacia el casco urbano del corregimiento recuperando y restaurando muchas de las viviendas para ocuparse en las actividades recién creadas. Más tarde en la década del 50, el corregimiento recibe una amplia corriente  migratoria de poblaciones vecinas. 
En 1960 el crecimiento de la vivienda urbana se incrementa. Mediante el acuerdo n.º 052 de 1963 se definió la sectorización del Municipio de Medellín y en él se establecieron las áreas urbanas, semirrural y rural, conservando los límites que establece para el Corregimiento la ordenanza que lo creó en 1903.
La definición del perímetro urbano de San Antonio de Prado ha estado sometida a modificaciones que han incidido en el proceso de expansión del área urbana sobre área rural y de hecho sobre el incremento de las actividades urbanísticas de la población que estas atraen. Como expresión de esta tendencia, el acuerdo n.º 018 de 1983, amplio el área urbana del corregimiento incorporando en ella, los nuevos núcleos poblados de Pradito, El Vergel y Barichara.

## Geografía

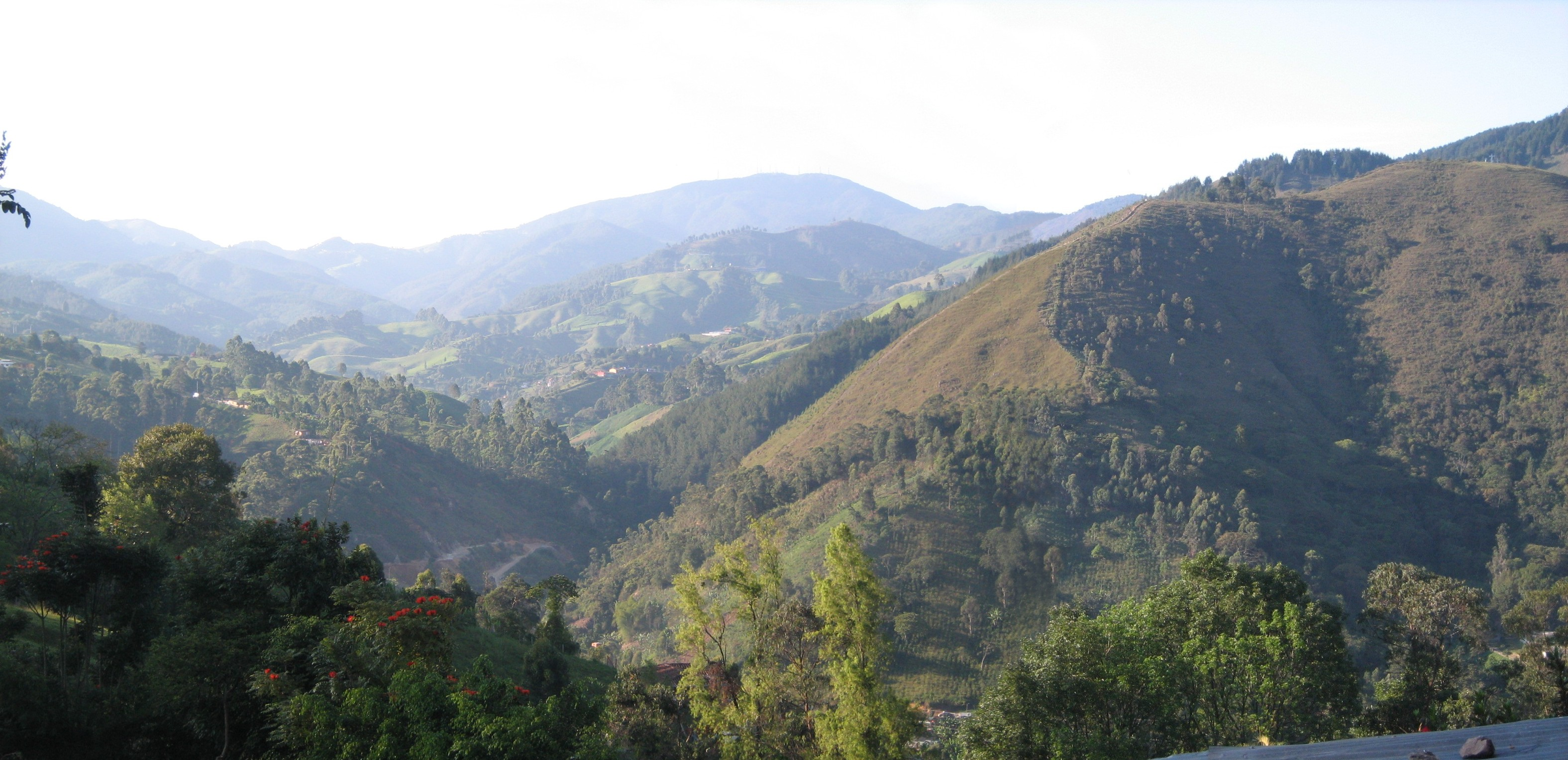
Vista de la geografía de San Antonio de Prado.

El Corregimiento tiene un área de  60,4 km², de los cuales 9.9 km² corresponden a la cabecera urbana y 50.5 km² a la zona rural. 
Todo el corregimiento está dividido por una gran corriente denominada quebrada Doña María que separa dos grandes vertientes con características muy particulares. La evolución del paisaje es notoria, porque la interrelación de los diferentes agentes erosivos con la gran variedad de estructuras heredadas, tales como el intenso fracturamiento debido a la proximidad con algunas fallas geológicas, ha originado una serie de restos morfológicos tales como: escarpes, peldaños, silletas, fectas triangulares, depresiones, enchillas alargadas, drenajes alineados con paredes de topografía abrupta, cerros redondeados y colinas aisladas.
Los movimientos de masas presentes en el corregimiento han sido de consideración, modifican el relieve por la ocurrencia de deslizamientos que dejan paredes escarpadas y acumulación de depósitos de flujos de lodo y/o escombros. Estos flujos parecen estar asociados con alineamiento.
Casi todo el corregimiento está delimitado por unas divisiones de aguas bastante escarpadas, dentro de los principales accidentes geográficos de importancia están: Cerro del Padre Amaya (el cual comparte con los corregimientos de San Cristóbal y Palmitas), Cuchilla el Barcino, Cuchilla Piedra Gorda, y el Chuscal. Otros cerros importantes son: Alto de Canoas, Cerro el Raicero, Alto de Manzanillo, Alto el Silencio y Alto Romeral.

## División Territorial

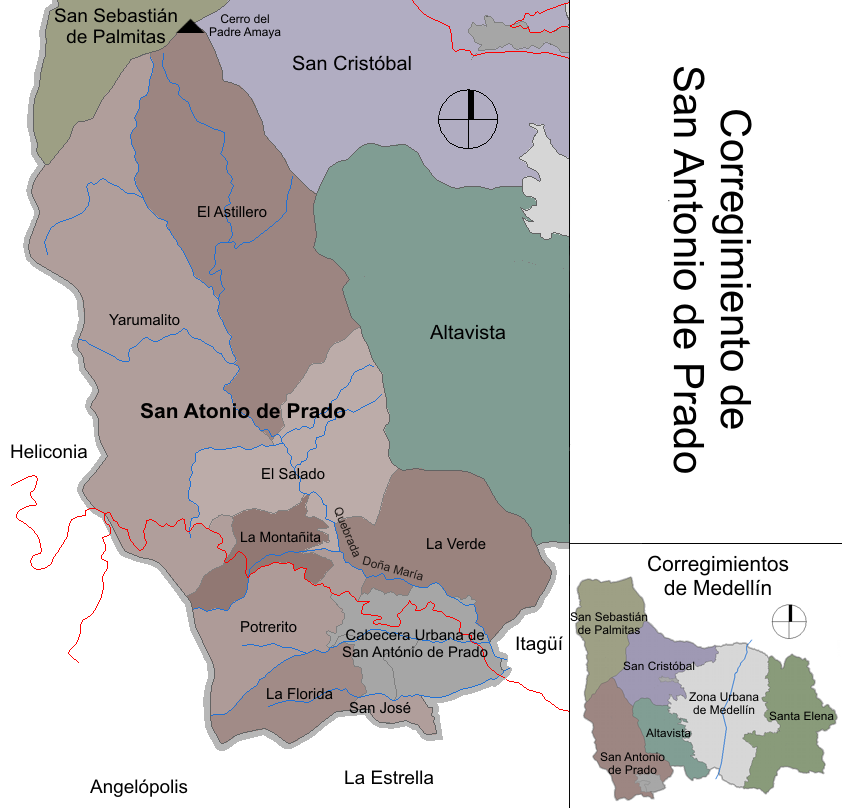
Mapa veredal y urbano del Corregimiento San Antonio de Prado.

El Corregimiento se compone de 3 centros poblados y 8 veredas. Su cabecera el centro poblado San Antonio de Prado se encuentra dividido en los barrios: Cristo Rey, Naranjitos, Los Mesas, La Capilla, Los Salinas, Pradito, Villa Loma, Paloblanco, Las Coles, María Auxiliadora, La Oculta, La Taboga, El Coco, Pallavesine, Los Patios, El Chispero, San Vicente de Paul, Aragón, Santa Rita, Rosaleda, El Descanso, Limonar 1, Limonar 2, Barichara, El Vergel, la Verde, entre otros).
| San Antonio de Prado | Centros poblados                                | Veredas                                                                           |
| -------------------- | ----------------------------------------------- | --------------------------------------------------------------------------------- |
| San Antonio de Prado | - La Florida - Potrerito - San Antonio de Prado | El Astillero, El Salado, La Verde, Montañita, San José de Manzanillo, Yarumalito. |

## Demografía
De acuerdo con las cifras presentadas por el Anuario Estadístico de Medellín de 2005, San Antonio de Prado cuenta con una población de 158.305 habitantes. San Antonio de Prado es el corregimiento más poblado de Medellín y cuenta con la cabecera urbana más grande de los 5 corregimientos del municipio.
Según las cifras presentadas por la Encuesta Calidad de Vida 2005 el estrato socioeconómico con mayor porcentaje en San Antonio de Prado es el 2 (bajo), el cual comprende el 55.9 % de las viviendas; seguido por el estrato 3 (medio-bajo), que corresponde al 37.4 %; le sigue el estrato 1 (bajo-bajo)  con el 6 % y el restante 0.6 le corresponde al estrato 4 (medio).

## Economía
Las actividades económicas que predominan en la zonas rurales del corregimiento son  las agrícolas, porcícolas, piscícolas y ganaderas barichara
Por los alrededores del parque principal de la cabecera del corregimiento y de las dos vías de acceso se ha desarrollado el uso comercial que corresponde prácticamente al comercio minorista múltiple intercalado con servicios  e industria.

## Transporte
Existe una vía arteria principal pavimentada con una longitud de 8 km, la cual es también vía regional hacia los municipios de Heliconia y Armenia (Antioquia).
Del casco urbano salen varios ramales hacia las veredas que cumplen una función  de penetración  y desembotellamiento para el transporte de productos, son de buenas especificaciones y son pavimentadas, la calle hacia Heliconia y Armenia (Antioquia) no están pavimentadas, las principales vías veredales son: El Vergel, La Florida, Montañita, El Salado, Naranjito, Pradito, La Verde y la Manguala.
El transporte  público está servido  por una empresa llamada Cootrasana,  con las rutas  el Limonar, San Antonio de Prado y el Vergel.

## Sitios de interés
San Antonio de Prado y Altavista comparten la reserva Alto de Manzanillo que hace parte de los corredores biológicos de Antioquia, un espacio especial para realizar actividades de ecoturismo y contemplar la diversidad de fauna y flora.
Muchos visitantes del corregimiento acuden a la iglesia del parque principal porque su estilo arquitectónico se asemeja al de un castillo, además por las obras del pintor español José Claro.
Dicen los lugareños que por estas tierras transitaba con frecuencia el famoso personaje antioqueño “Cosiaca”, quien es oriundo de Heliconia. Desde 2009  también cuenta con tres rutas circulares al interior del corregimiento con el fin de brindar mayor facilidad de transporte y cobertura a barrios y veredas que antes no contaban con ninguna ruta. estas rutas son: la Florida, Vergel - Naranjitos y Barichara - Limonar - Pradito.

## Festividades y eventos
Se realizan desde el año 1935 en honor a San Antonio de Prado. En la actualidad los arreglos ornamentales del santo se elaboran en diferentes sectores del corregimiento de donde parten las procesiones,